# Orson & Olivia
Orson & Olivia è un cartone animato nato da una coproduzione franco-italiana (TF1, Ellipse Animation, Rai).

## Trama
Due bambini senza casa, nella Londra dell'epoca vittoriana, vivono su una vecchia barca ancorata lungo le rive del Tamigi. Insieme ad un cane di nome Falstaff e ad altri bimbi orfani, sopravvivono cacciando topi, che consegnano alle forze dell'ordine in cambio di due scellini.
La serie si incentra sulla vita di stenti dei protagonisti e sulle loro varie peripezie nei bassifondi della capitale inglese, con risvolti ora comici ora drammatici.
In Italia fu trasmessa per la prima volta nel 1996 all'interno del programma televisivo Solletico.

## Personaggi
- Olivia: bambina dai capelli rossi, vive con lui sulla barca; spesso insoddisfatta della loro situazione, diventa ombrosa e possessiva nei confronti di Orson. Nel primo episodio viene catturata e costretta a lavorare come sguattera in un orfanotrofio, ma riuscirà a fuggire. In ogni episodio è presente un suo sogno;
- Orson: ragazzino vestito con una bombetta, forse fratello di Olivia, si autodefinisce "derattizzatore d'elite";
- Falstaff: cane dei protagonisti;
- Ispettore Javert: poliziotto che dà la caccia ai bambini di strada. Il suo nome proviene dal romanzo I Miserabili di Victor Hugo;
- Henriette: ragazzina che nel primo episodio della serie fugge dall'orfanotrofio insieme ad Olivia; quest'ultima ne è tremendamente gelosa, temendo stabilisca un rapporto troppo stretto con Orson.